# Charles-Remy Rakotonirina
Charles-Remy Rakotonirina SJ (* 16. Januar 1928 in Fianarantsoa; † 6. August 2005) war Bischof von Farafangana. 

## Leben
Charles-Remy Rakotonirina trat der Ordensgemeinschaft der Jesuiten bei und empfing am 6. September 1961 die Priesterweihe. Paul VI. ernannte ihn am 28. Oktober 1976 zum Bischof von Farafangana. Der Erzbischof von Tananarive Victor Kardinal Razafimahatratra weihte ihn am 28. März des nächsten Jahres zum Bischof. Mitkonsekratoren waren Jean-Pierre-Dominique Zévaco CM, Bischof von Fort-Dauphin und Jean-Guy Rakodondravahatra MS, Bischof von Ihosy. 
Im Alter von 77 Jahren starb er am 6. August 2005.